# 卡斯泰拉瓦佐
卡斯泰拉瓦佐（義大利語：Castellavazzo），是意大利威尼托大区贝卢诺省的一个市镇。总面积18平方公里，人口1653人，人口密度91.8人/平方公里（2009年）。国家统计（ISTAT）代码为025009。